# Glypthaga lignosa
Glypthaga lignosa är en skalbaggsart som beskrevs av Thomson 1868. Glypthaga lignosa ingår i släktet Glypthaga och familjen långhorningar. Inga underarter finns listade i Catalogue of Life.